# Den lille soldat
Den lille soldat (fransk: Le Petit Soldat) er en fransk film fra 1960 instrueret af den fransk-schweiziske filminstruktør Jean-Luc Godard. Filmen blev først frigivet i 1963, da den blev forbudt af censuren. Det var Godard's første film med den danskfødte skuespillerinde Anna Karina, der spillede rollen som Véronica Dreyer, mens Michel Subor spillede rollen som Bruno Forestier.

## Medvirkende
- Michel Subor : Bruno Forestier
- Anna Karina : Veronica Dreyer
- Henri-Jacques Huet : Jacques
- Paul Beauvais : Paul
- László Szabó : Laszlo
- Georges de Beauregard : aktivist
- Gilbert Edard : ikke krediteret
- Jean-Luc Godard : mand på togstation
- Jean-Pierre Melville : mand på tog